# Rh+ (film)
Rh+ – polski film sensacyjny z 2005 roku w reżyserii Jarosława Żamojdy.

## Obsada
- Andrzej Krukowski − jako Adam
- Grzegorz Mostowicz − jako Łysy
- Katarzyna Bujakiewicz − jako Agata
- Michał Figurski − jako Paweł
- Robert Żołędziewski − jako Szymon
- Anna Przybylska − jako Marta
- Henryk Szymański − jako lekarz
- Tomasz Klecynger − jako Rafał
- Aniceta Raczek-Ochnicka − jako matka Agaty
- Maciej Konopiński − jako policjant
- Michał Żurawski − jako policjant
- Piotr Ligienza − jako Mateusz
- Jack Recknitz − jako Gerard

## Produkcja
Zdjęcia kręcono w Warszawie i nad Zalewem Zegrzyńskim.